# Novikovas
Novikovas ist ein litauischer männlicher Familienname, abgeleitet vom russischen Familienname Nowikow.

## Weibliche Formen
- Novikovaitė (ledig)
- Novikovienė (verheiratet)

## Personen
- Anatolijus Novikovas (* 1966), Schachspieler
- Arvydas Novikovas (* 1990), Fußballspieler
- Vitalijus Novikovas (* 1958), Schachspieler